# Nati nel 1808
| Questa pagina contiene informazioni ricavate automaticamente dalle voci biografiche con l'ausilio del template Bio e di un bot. L'aggiornamento è periodico e automatico e ricostruisce completamente la pagina. Se manca una persona in questa lista, sei pregato di non aggiungerla, ma accertati piuttosto che la sua voce biografica contenga il template Bio e che i dati anagrafici siano correttamente compilati. Se il template Bio manca, inseriscilo tu stesso o, in alternativa, metti l'avviso {{tmp\|Bio}} che ne segnala la mancanza. Se i dati riportati sono sbagliati, correggi direttamente la voce biografica; le modifiche saranno visibili in questa lista entro pochi giorni. Per chiarimenti vedi il progetto biografie. La lista contiene solo le 352 persone che sono citate nell'enciclopedia e per le quali è stato implementato correttamente il template Bio. Pagina aggiornata al 18 ago 2025. |

## Gennaio(27)
- 3 gennaio - Michele Caputo, vescovo cattolico italiano († 1862)
- 5 gennaio - Muhammad Shah Qajar, sovrano persiano († 1848)
- 5 gennaio - Giuseppe Rizzardi Polini, architetto italiano († 1881)
- 9 gennaio - Giovanni Maurizio De Andreis, politico italiano († 1877)
- 10 gennaio - Thomas J. Dryer, politico e editore statunitense († 1879)
- 10 gennaio - Abraham Mapu, romanziere lituano († 1867)
- 12 gennaio - Wilhelm Philippe Schimper, botanico francese († 1880)
- 12 gennaio - Paolo Taglioni, danzatore e coreografo italiano († 1884)
- 13 gennaio - Salmon Portland Chase, politico e giurista statunitense († 1873)
- 14 gennaio - Manuel Jimenes, politico dominicano († 1854)
- 16 gennaio - Lord Charles Wellesley, politico, generale e nobile inglese († 1858)
- 18 gennaio - Guglielmina Maria di Danimarca, principessa danese († 1891)
- 19 gennaio - Salvatore Chindemi, patriota, storico e poeta italiano († 1874)
- 19 gennaio - Lysander Spooner, filosofo, anarchico e giurista statunitense († 1887)
- 21 gennaio - Pietro Castiglia, politico italiano († 1879)
- 21 gennaio - Léon Riesener, pittore francese († 1878)
- 21 gennaio - Juan Crisóstomo Torrico, politico peruviano († 1875)
- 21 gennaio - Bronisław Trentowski, filosofo e slavista polacco († 1869)
- 22 gennaio - Vincenzo Massoni, arcivescovo cattolico e diplomatico italiano († 1857)
- 24 gennaio - Seth e Mary Eastman, illustratore statunitense († 1875)
- 24 gennaio - Théodore Muret, drammaturgo, storico e saggista francese († 1866)
- 24 gennaio - Timoteo Riboli, medico, patriota e scrittore italiano († 1895)
- 25 gennaio - Giacomo Savarese, economista e politico italiano († 1884)
- 27 gennaio - Giacomo Giacopelli, pittore e scenografo italiano († 1893)
- 27 gennaio - Enea Sbarretti, cardinale italiano († 1884)
- 27 gennaio - David Friedrich Strauß, teologo, filosofo e biografo tedesco († 1874)
- 28 gennaio - Giuseppe Bella, ingegnere e politico italiano († 1884)

## Febbraio(27)
- 1º febbraio - Luisa di Prussia, principessa († 1870)
- 3 febbraio - Maria di Sassonia-Weimar-Eisenach, nobile tedesca († 1877)
- 4 febbraio - Michele Costa, compositore e direttore d'orchestra italiano († 1884)
- 4 febbraio - Charles-Pierre Denonvilliers, medico francese († 1872)
- 4 febbraio - George Rawdon-Hastings, II marchese di Hastings, nobile inglese († 1844)
- 4 febbraio - Josef Kajetán Tyl, drammaturgo e attore teatrale ceco († 1856)
- 5 febbraio - Carl Spitzweg, pittore tedesco († 1885)
- 7 febbraio - Antonio Ciccone, politico e medico italiano († 1893)
- 11 febbraio - Pëtr Vasil'evič Kireevskij, scrittore russo († 1856)
- 12 febbraio - Felice Matteucci, ingegnere e inventore italiano († 1887)
- 12 febbraio - Virginio Vespignani, architetto italiano († 1882)
- 15 febbraio - Eduard Fenzl, botanico austriaco († 1879)
- 15 febbraio - Karl Friedrich Lessing, pittore tedesco († 1880)
- 15 febbraio - Franz Anton Menge, entomologo tedesco († 1880)
- 15 febbraio - Robert Morris, politico e avvocato statunitense († 1855)
- 17 febbraio - Paul de Ladmirault, generale francese († 1898)
- 18 febbraio - Carlo Promis, architetto, archeologo e filologo italiano († 1873)
- 20 febbraio - Pierre Dumoulin-Borie, vescovo cattolico e missionario francese († 1838)
- 21 febbraio - Federico di Württemberg, generale tedesco († 1870)
- 22 febbraio - Tommaso Gar, archivista e bibliotecario italiano († 1871)
- 23 febbraio - George Budd, medico britannico († 1882)
- 23 febbraio - William George Howard, VIII conte di Carlisle, pastore protestante inglese († 1889)
- 23 febbraio - Vincenzo Luccardi, scultore italiano († 1876)
- 24 febbraio - Jean de Witte, archeologo, epigrafista e numismatico belga († 1889)
- 26 febbraio - Honoré Daumier, pittore e scultore francese († 1879)
- 28 febbraio - Elias Parish Alvars, arpista e compositore britannico († 1849)
- 29 febbraio - Hugh Falconer, geologo, botanico e paleontologo scozzese († 1865)

## Marzo(18)
- 1º marzo - Izabela Maria Lubomirska, nobildonna polacca († 1890)
- 5 marzo - Charles Théophile Bruand d'Uzelle, entomologo francese († 1861)
- 6 marzo - Sofia Adlersparre, pittrice svedese († 1862)
- 7 marzo - Johann Caspar Bluntschli, giurista e politico svizzero († 1881)
- 10 marzo - Napoleone Moriani, tenore italiano († 1878)
- 11 marzo - Agustín Morales, politico boliviano († 1872)
- 15 marzo - Pietro Bastogi, politico italiano († 1899)
- 15 marzo - Hermann Friedrich Stannius, entomologo, fisiologo e anatomista tedesco († 1883)
- 15 marzo - Karl August Traugott Vogt, teologo tedesco († 1869)
- 20 marzo - Antoine Étex, scultore, pittore e architetto francese († 1888)
- 22 marzo - Ludwig Lange, architetto tedesco († 1868)
- 23 marzo - Marie Auguste Roland Le Vassor de Sorval, generale francese († 1885)
- 24 marzo - Maria Malibran, soprano francese († 1836)
- 25 marzo - José de Espronceda, poeta, giornalista e politico spagnolo († 1842)
- 27 marzo - James Fillans, scultore scozzese († 1852)
- 28 marzo - Grigorij Petrovič Volkonskij, diplomatico russo († 1882)
- 31 marzo - Timoléon Chapperon, politico francese († 1867)
- 31 marzo - Giovanni Renica, pittore italiano († 1884)

## Aprile(22)
- 1º aprile - Emanuele Viggiani, politico italiano († 1869)
- 4 aprile - George Child Villiers, VI conte di Jersey, nobile e politico inglese († 1859)
- 6 aprile - Ruggero Manna, compositore italiano († 1864)
- 7 aprile - Giuseppe Isola, pittore italiano († 1893)
- 7 aprile - Udo von Tresckow, generale prussiano († 1885)
- 8 aprile - Eugène Bourdon, ingegnere e orologiaio francese († 1884)
- 9 aprile - Philipp Christoph Zeller, entomologo tedesco († 1883)
- 10 aprile - Auguste Franchomme, compositore e violoncellista francese († 1884)
- 12 aprile - Pauline Marie de La Ferronays, scrittrice e filantropa francese († 1891)
- 13 aprile - Antonio Meucci, inventore e imprenditore italiano († 1889)
- 14 aprile - Manuel Isidoro Belzu, politico boliviano († 1865)
- 14 aprile - William Marvin, politico e giudice statunitense († 1902)
- 16 aprile - Eugène-Emmanuel Amaury-Duval, pittore francese († 1885)
- 17 aprile - Antonio Beretta, politico italiano († 1891)
- 18 aprile - Teréz Karacs, scrittrice, educatrice e attivista ungherese († 1892)
- 20 aprile - Napoleone III di Francia, militare e politico francese († 1873)
- 25 aprile - Michele De Napoli, pittore e politico italiano († 1892)
- 25 aprile - Gustav Weil, orientalista, arabista e filologo tedesco († 1889)
- 26 aprile - Karl Friedrich Köppen, filosofo tedesco († 1863)
- 27 aprile - William Cavendish, VII duca di Devonshire, nobile e politico britannico († 1891)
- 27 aprile - Milo Parker Jewett, pedagogista statunitense († 1882)
- 27 aprile - Giacinto Salvi, politico italiano († 1877)

## Maggio(23)
- 2 maggio - Emma Darwin, britannica († 1896)
- 2 maggio - Alessandro Pernati di Momo, politico e magistrato italiano († 1894)
- 4 maggio - Victor Lhérie, attore, drammaturgo e librettista francese († 1845)
- 4 maggio - Agustín Fernández Muñoz, nobile e militare spagnolo († 1873)
- 7 maggio - Caspar Maximilian Droste zu Vischering-Padberg, politico tedesco († 1887)
- 8 maggio - Edward Backhouse, filantropo e scrittore inglese († 1879)
- 8 maggio - Vincenzo Pignatelli, VIII principe di Strongoli, imprenditore, nobile e politico italiano († 1881)
- 9 maggio - Carlo Sacconi, cardinale e arcivescovo cattolico italiano († 1889)
- 9 maggio - John Scott Russell, ingegnere navale scozzese († 1882)
- 10 maggio - Manuel Luís Osório, militare e politico brasiliano († 1879)
- 13 maggio - Cataldo Nitti, avvocato e politico italiano († 1898)
- 15 maggio - Michael William Balfe, compositore, baritono e direttore d'orchestra irlandese († 1870)
- 15 maggio - Dominique-Marie Bouix, giurista francese († 1870)
- 16 maggio - Angelo Grossi, medico, rivoluzionario e politico italiano († 1887)
- 16 maggio - Karl Eduard von Liphart, collezionista d'arte e storico dell'arte russo († 1891)
- 18 maggio - Marc Caussidière, rivoluzionario francese († 1861)
- 18 maggio - Venancio Flores, politico e militare uruguaiano († 1868)
- 20 maggio - Thomas D. Rice, cabarettista statunitense († 1860)
- 21 maggio - Lavrentij Alekseevič Zagoskin, navigatore e esploratore russo († 1890)
- 22 maggio - Gérard de Nerval, poeta e scrittore francese († 1855)
- 23 maggio - Teodosio Florentini, religioso svizzero († 1865)
- 23 maggio - Alessandro Riccardi di Netro, arcivescovo cattolico italiano († 1870)
- 31 maggio - Marino Turchi, patriota, scienziato e filantropo italiano († 1890)

## Giugno(27)
- 3 giugno - Carl Moritz Gottsche, botanico tedesco († 1892)
- 3 giugno - Jefferson Davis, politico e militare statunitense († 1889)
- 4 giugno - Anton Altmann, pittore austriaco († 1871)
- 6 giugno - Luigi Serafini, cardinale e vescovo cattolico italiano († 1894)
- 10 giugno - Pietro Cazzola, imprenditore italiano († 1872)
- 10 giugno - Frederik Kaiser, astronomo olandese († 1872)
- 11 giugno - Johann Konrad Kern, avvocato, diplomatico e politico svizzero († 1888)
- 13 giugno - Johann von Schraudolph, pittore tedesco († 1879)
- 14 giugno - Mariano d'Ayala, militare, politico e scrittore italiano († 1877)
- 14 giugno - Leopold Lažanský z Bukové, politico e nobile boemo († 1860)
- 15 giugno - Giuseppe Brignone, politico italiano († 1859)
- 15 giugno - Giuseppe Curci, compositore e direttore d'orchestra italiano († 1877)
- 15 giugno - Giuseppe Malan, politico italiano († 1886)
- 16 giugno - James Frederick Ferrier, filosofo scozzese († 1864)
- 16 giugno - Edmond-Charles de Martimprey, militare e politico francese († 1883)
- 17 giugno - Henrik Wergeland, poeta norvegese († 1845)
- 19 giugno - Francesco Dall'Ongaro, poeta, drammaturgo e librettista italiano († 1873)
- 19 giugno - Montagu Bertie, VI conte di Abingdon, politico britannico († 1884)
- 20 giugno - Samson Raphael Hirsch, rabbino e teologo tedesco († 1888)
- 21 giugno - Bernard Aimé Léonard du Bus de Gisignies, ornitologo, paleontologo e politico belga († 1874)
- 24 giugno - Anna Caroline Oury, pianista e compositrice francese († 1880)
- 24 giugno - Jan Prosper Witkiewicz, orientalista, esploratore e diplomatico russo († 1839)
- 27 giugno - Everhardus Johannes Potgieter, scrittore olandese († 1875)
- 28 giugno - Carlo Figoli, politico italiano († 1892)
- 28 giugno - Giovan Battista Formentini, patriota e politico italiano († 1881)
- 28 giugno - Cristina Trivulzio di Belgiojoso, nobildonna, patriota e giornalista italiana († 1871)
- 30 giugno - Urbano Rattazzi, politico italiano († 1873)

## Luglio(37)
- 1º luglio - Henry Doubleday, entomologo e ornitologo britannico († 1875)
- 3 luglio - Theodor Haumann, violinista e insegnante belga († 1878)
- 4 luglio - Pietro Roselli, generale italiano († 1885)
- 5 luglio - Marcantonio Colonna di Stigliano, nobile italiano († 1890)
- 6 luglio - Johann Gustav Droysen, storico e politico tedesco († 1884)
- 8 luglio - George Robert Gray, ornitologo inglese († 1872)
- 8 luglio - Mindon Min, sovrano birmano († 1878)
- 10 luglio - Solomon Northup, musicista, scrittore e attivista statunitense
- 12 luglio - Robert Main, astronomo britannico († 1878)
- 13 luglio - Antonio Arenas, politico peruviano († 1891)
- 13 luglio - Patrice de Mac-Mahon, nobile, generale e politico francese († 1893)
- 13 luglio - Eduard de Muralt, teologo, bibliotecario e storico svizzero († 1895)
- 14 luglio - Heinrich Ahrens, filosofo e giurista tedesco († 1874)
- 15 luglio - Henry Cole, designer e imprenditore inglese († 1882)
- 15 luglio - George Peter Alexander Healy, pittore statunitense († 1894)
- 15 luglio - Henry Edward Manning, cardinale e arcivescovo cattolico britannico († 1892)
- 16 luglio - Marcello Cerruti, diplomatico e politico italiano († 1896)
- 16 luglio - Vincenzo Fardella di Torrearsa, patriota e politico italiano († 1889)
- 17 luglio - Elisabeth Kulmann, poetessa, filologa e traduttrice russa († 1825)
- 18 luglio - Giuseppe Ricciardi, letterato, patriota e politico italiano († 1882)
- 18 luglio - Eugenia Tadolini, soprano italiano († 1872)
- 19 luglio - Alexis Damour, mineralogista, archeologo e geologo francese († 1902)
- 20 luglio - Gaspare Gorresio, glottologo e politico italiano († 1891)
- 21 luglio - Piero Guicciardini, teologo italiano († 1886)
- 21 luglio - Domonkos Zichy, vescovo cattolico ungherese († 1879)
- 22 luglio - James Hope Grant, generale britannico († 1875)
- 23 luglio - Giovanni Cavalli, generale, inventore e politico italiano († 1879)
- 24 luglio - Gioacchino Maglioni, compositore, organista e pianista italiano († 1888)
- 25 luglio - Gaetano Bargnani, politico italiano († 1878)
- 25 luglio - Johann Benedict Listing, matematico e fisico tedesco († 1882)
- 27 luglio - Moriz Haupt, filologo classico e latinista tedesco († 1874)
- 27 luglio - Luigi Nazari di Calabiana, arcivescovo cattolico e politico italiano († 1893)
- 27 luglio - Samuele Romanin, storico italiano († 1861)
- 28 luglio - Cosroe Dusi, pittore italiano († 1859)
- 28 luglio - Ettore Galli, medaglista italiano († 1841)
- 28 luglio - Charles Lucas, compositore, violoncellista e direttore d'orchestra inglese († 1869)
- 31 luglio - Ferdinand Wüstenfeld, orientalista tedesco († 1899)

## Agosto(28)
- 1º agosto - Aurora Karamzin, nobildonna svedese († 1902)
- 2 agosto - Frederick Thomas Pelham, ammiraglio britannico († 1861)
- 3 agosto - Hamilton Fish, politico statunitense († 1893)
- 3 agosto - Markus Mosse, medico tedesco († 1865)
- 4 agosto - Johann Ritter von Oppolzer, medico austriaco († 1871)
- 7 agosto - Maurice Barman, politico svizzero († 1878)
- 9 agosto - Jean-Jacques Pillot, rivoluzionario e scrittore francese († 1877)
- 10 agosto - Carl Friedrich Weitzmann, musicologo e musicista tedesco († 1880)
- 11 agosto - Anna Olenina, nobildonna russa († 1888)
- 11 agosto - Antonio Boncompagni Ludovisi, politico italiano († 1883)
- 11 agosto - Salvatore Pes, marchese di Villamarina, diplomatico e politico italiano († 1877)
- 11 agosto - Rolando Giuseppe dalla Valle, politico italiano († 1891)
- 13 agosto - Robert Wilhelm Ekman, pittore finlandese († 1873)
- 13 agosto - Antonio Maria Panebianco, cardinale italiano († 1885)
- 13 agosto - Enrico Scarabelli Zunti, archivista e storiografo italiano († 1893)
- 13 agosto - Friedrich von Waldburg-Wolfegg-Waldsee, principe e politico tedesco († 1871)
- 15 agosto - Alfred von Reumont, diplomatico tedesco († 1887)
- 15 agosto - Marcus Aurelius Root, fotografo statunitense († 1888)
- 16 agosto - Pëtr Aleksandrovič Čichačëv, storico, naturalista e geografo russo († 1890)
- 16 agosto - Ernst Ludwig von Leutsch, filologo classico tedesco († 1887)
- 19 agosto - Hans Lassen Martensen, docente e vescovo luterano danese († 1884)
- 20 agosto - Joseph de Riquet de Caraman, diplomatico e imprenditore belga († 1886)
- 24 agosto - John Butler, II marchese di Ormonde, politico irlandese († 1854)
- 25 agosto - Domenico Ferrari, patriota italiano († 1833)
- 28 agosto - Luigi della Noce, lessicografo, latinista e politico italiano († 1885)
- 28 agosto - Fernando de la Puente y Primo de Rivera, cardinale e arcivescovo cattolico spagnolo († 1867)
- 29 agosto - Franz Hermann Schulze-Delitzsch, politico, economista e banchiere tedesco († 1883)
- 30 agosto - Ludovica di Baviera, principessa tedesca († 1892)

## Settembre(16)
- 1º settembre - Luigi Tatti, ingegnere, architetto e teorico dell'architettura italiano († 1881)
- 3 settembre - Michael Sachs, rabbino prussiano († 1864)
- 4 settembre - Pinklao, militare siamese († 1866)
- 6 settembre - Abd el-Kader, militare e politico algerino († 1883)
- 9 settembre - Wendela Hebbe, giornalista e scrittrice svedese († 1899)
- 12 settembre - August von Werder, generale prussiano († 1887)
- 13 settembre - Giuseppe Siotto Pintor, politico italiano († 1855)
- 14 settembre - Rodolfo Amando Philippi, zoologo e botanico tedesco († 1904)
- 14 settembre - Edoardo Giuseppe Rignon, nobile, diplomatico e politico italiano († 1853)
- 15 settembre - Félix Billet, fisico francese († 1882)
- 15 settembre - John Hutton Balfour, botanico scozzese († 1884)
- 18 settembre - Félix Hippolyte Larrey, medico e militare francese († 1895)
- 19 settembre - Theodor Mundt, romanziere e critico letterario tedesco († 1861)
- 23 settembre - Hermann Winterhalter, pittore tedesco († 1891)
- 25 settembre - Georg Fresenius, botanico e medico tedesco († 1866)
- 28 settembre - Hippolyte-Benjamin Adam, pittore francese († 1853)

## Ottobre(20)
- 3 ottobre - Francesco Bianchini, fantino italiano
- 4 ottobre - Giovanni Battista Pioda, politico e militare svizzero († 1882)
- 5 ottobre - Wilhelm Weitling, rivoluzionario tedesco († 1871)
- 6 ottobre - Federico VII di Danimarca, re danese († 1863)
- 8 ottobre - Marianna Brighenti, cantante lirica italiana († 1883)
- 9 ottobre - Mary Horner Lyell, geologa britannica († 1873)
- 11 ottobre - Hyacinthe Klosé, clarinettista francese († 1880)
- 12 ottobre - Victor Considerant, filosofo, economista e scrittore francese († 1893)
- 19 ottobre - Antonio Ghivizzani, politico e magistrato italiano († 1884)
- 20 ottobre - Karl Andree, geografo tedesco († 1875)
- 20 ottobre - Qaani Şirazi, poeta persiano († 1854)
- 22 ottobre - Henri Maus, ingegnere belga († 1893)
- 23 ottobre - Jacopo Tasso, patriota italiano († 1849)
- 24 ottobre - Ernst Friedrich Richter, musicista tedesco († 1879)
- 24 ottobre - John Sartain, incisore britannico († 1897)
- 25 ottobre - Gaetano Osculati, esploratore e naturalista italiano († 1894)
- 28 ottobre - Prosper Dérivis, basso francese († 1880)
- 28 ottobre - Horace Smith, inventore e imprenditore statunitense († 1893)
- 29 ottobre - Ernest de Royer, politico e magistrato francese († 1877)
- 29 ottobre - Caterina Scarpellini, astronoma e scienziata italiana († 1873)

## Novembre(33)
- 1º novembre - Litterio De Gregorio Alliata, politico italiano († 1885)
- 1º novembre - John Taylor, pastore protestante inglese († 1887)
- 2 novembre - Jules Amédée Barbey d'Aurevilly, scrittore francese († 1889)
- 2 novembre - Giuseppe Maria Sciandra, vescovo cattolico italiano († 1888)
- 3 novembre - Pasquale Bona, compositore, insegnante e teorico della musica italiano († 1878)
- 3 novembre - Giovanni Gaibazzi, pittore italiano († 1888)
- 5 novembre - Francesco Corvi, patriota e militare italiano
- 6 novembre - Friedrich Julius Richelot, matematico tedesco († 1875)
- 7 novembre - Hermann Kauffmann, pittore e litografo tedesco († 1889)
- 8 novembre - Enrico Bartelloni, patriota italiano († 1849)
- 8 novembre - Serafino Rafaele Minich, matematico e politico italiano († 1883)
- 11 novembre - Ignazio Aymerich di Laconi, politico italiano († 1881)
- 13 novembre - Antonio Buzzi, compositore italiano († 1891)
- 14 novembre - Enrico Montucci, matematico, patriota e filosofo italiano († 1877)
- 14 novembre - Michel Roux Vollon, politico francese († 1878)
- 16 novembre - José Rufino Echenique, politico peruviano († 1887)
- 17 novembre - Alberik Zwyssig, compositore svizzero († 1854)
- 18 novembre - Edoardo Arborio Mella, architetto italiano († 1884)
- 18 novembre - Nicola Pavese, politico italiano († 1894)
- 18 novembre - Edoardo Tholosano, politico e ammiraglio italiano († 1887)
- 19 novembre - Barnaba Tortolini, matematico italiano († 1874)
- 20 novembre - Jacques Alexandre Bixio, pubblicista e politico italiano († 1865)
- 20 novembre - Albert Kazimirski de Biberstein, orientalista francese († 1887)
- 21 novembre - Camillo Rondani, entomologo italiano († 1879)
- 22 novembre - Thomas Cook, pastore protestante e imprenditore britannico († 1892)
- 22 novembre - Lionel de Rothschild, banchiere, politico e filantropo britannico († 1879)
- 24 novembre - Giovanni Audiffredi, imprenditore e politico italiano († 1875)
- 24 novembre - Ambroise Delachenal, politico francese († 1894)
- 24 novembre - Alphonse Karr, giornalista, scrittore e aforista francese († 1890)
- 24 novembre - François-Joseph Manèque, generale francese
- 25 novembre - Isabella Rossi Gabardi Brocchi, scrittrice e poetessa italiana († 1893)
- 26 novembre - George Escol Sellers, imprenditore, ingegnere meccanico e inventore statunitense († 1899)
- 28 novembre - Francesco de' Medici di Ottajano, cardinale italiano († 1857)

## Dicembre(28)
- 4 dicembre - Édouard de Bièfve, pittore belga († 1882)
- 4 dicembre - Michelangelo Castelli, politico italiano († 1875)
- 4 dicembre - Massimiliano Giuseppe in Baviera, nobile tedesco († 1888)
- 8 dicembre - Johann Julius Gottfried Ludwig Frank, storico e giurista tedesco († 1841)
- 9 dicembre - Paul Chenavard, pittore francese († 1895)
- 11 dicembre - Thomas Chambers, pittore inglese († 1869)
- 11 dicembre - Secondo Polto, politico italiano († 1892)
- 13 dicembre - Joseph Napoléon Sébastien Sarda Garriga, funzionario francese († 1877)
- 14 dicembre - Alberto Ricci, diplomatico e politico italiano († 1876)
- 15 dicembre - James E. Broome, politico statunitense († 1883)
- 16 dicembre - Francesco Gonin, pittore e incisore italiano († 1889)
- 16 dicembre - Giuseppe Mazzoni, politico italiano († 1880)
- 22 dicembre - Eugenia di Leuchtenberg, principessa tedesca († 1847)
- 23 dicembre - Michele Giuseppe Canale, storico italiano († 1890)
- 23 dicembre - Joseph Geefs, scultore belga († 1885)
- 23 dicembre - Gaetano La Loggia, medico e politico italiano († 1889)
- 24 dicembre - Leopoldo Valfrè di Bonzo, politico e militare italiano († 1887)
- 25 dicembre - Albert Grisar, compositore belga († 1869)
- 25 dicembre - Honoria Lawrence, scrittrice britannica († 1854)
- 25 dicembre - Natale Talamini, presbitero, letterato e patriota italiano († 1876)
- 26 dicembre - Cesare Betteloni, poeta italiano († 1858)
- 28 dicembre - Athanase Dupré, matematico e fisico francese († 1869)
- 28 dicembre - Giuseppe Grazioli, presbitero e agronomo italiano († 1891)
- 28 dicembre - Nicolò Mignogna, patriota e politico italiano († 1870)
- 29 dicembre - György Apponyi, politico e diplomatico ungherese († 1899)
- 29 dicembre - Andrew Johnson, politico e militare statunitense († 1875)
- 31 dicembre - Luigi De Sanctis, teologo italiano († 1869)
- 31 dicembre - Paolo Emilio Imbriani, giurista, politico e poeta italiano († 1877)

## Senza giorno specificato(46)
- Nimatullah Kassab Al-Hardini, monaco cristiano e presbitero libanese († 1858)
- Johann Baptist Alzog, teologo tedesco († 1878)
- Domenico Amici, incisore italiano
- Giovanni Angelini, politico italiano
- Ranuzio Anguissola Scotti, politico italiano
- Gerolamo Borgazzi, patriota italiano († 1848)
- Luigi Calligaris, militare, architetto e orientalista italiano († 1870)
- Narciso Pascual Colomer, architetto spagnolo († 1870)
- William Cureton, orientalista britannico († 1864)
- Pasquale De Angelis, attore teatrale italiano († 1880)
- Cesáreo Domínguez, militare argentino († 1867)
- Rosa Donato, rivoluzionaria italiana († 1867)
- Erminia Gherardi, attrice teatrale italiana († 1860)
- Francesco Maria Giunti, avvocato e politico italiano († 1872)
- Jean Charles Grenier, botanico e zoologo francese († 1875)
- Ernst Hartung, generale austriaco († 1879)
- John Haslem, pittore britannico († 1884)
- Nathaniel Isaacs, avventuriero inglese († 1872)
- Franz Theodor Kugler, storico tedesco († 1858)
- Bartolomeo Muzzone, politico italiano († 1876)
- Pietro Nanin, pittore italiano († 1889)
- Joseph Saul Nathansohn, rabbino e religioso polacco († 1875)
- Costache Negruzzi, politico rumeno († 1868)
- Caroline Norton, scrittrice britannica († 1877)
- William Ogilby, avvocato e naturalista irlandese († 1873)
- Edouard Perris, entomologo e esploratore francese († 1878)
- Giovanni Andrea Pieri, patriota e militare italiano († 1858)
- Hippolyte Pixii, inventore francese († 1835)
- Tahitoe, re († 1881)
- Jörgen Roed, scultore danese († 1888)
- Michelangelo Rulfi, politico italiano († 1881)
- Ferdinando Santacatarina, poeta e scrittore italiano († 1855)
- Francis Pettit Smith, inventore britannico († 1874)
- Frederik Stang, politico norvegese († 1884)
- Andrew Sublette, esploratore statunitense
- Luigi Trecourt, pittore italiano († 1890)
- Paolo Carlo Turati, politico italiano († 1861)
- Aurelio Turcotti, politico italiano († 1885)
- Aleksej Tyranov, pittore russo († 1859)
- Francesco Vaccaro, pittore italiano († 1882)
- Vincenzo Valentini, politico italiano († 1858)
- Enrico Van Lint, fotografo italiano († 1884)
- James Van Ness, politico statunitense († 1872)
- Carl Werner, pittore tedesco († 1894)
- Yusuf Kamil Pascià, politico ottomano († 1876)
- José María Urbina, politico ecuadoriano († 1891)